# ۴۲ دلو
۴۲ دلو یک ستاره است که در صورت فلکی دلو قرار دارد.